# 比斯特雷 (乌克兰)
49°52′32″N 35°56′49″E / 49.87556°N 35.94694°E
比斯特雷（烏克蘭語：Бистре）是位於烏克蘭東部的村莊，由哈爾科夫州哈爾科夫區的皮夫登內市鎮負責管轄。該村始建於1680年，面積0.34平方公里，海拔高度174米，2001年人口103，人口密度每平方公里302.9人。